# Zoniagrion exclamationis
Zoniagrion exclamationis – gatunek ważki z rodziny łątkowatych (Coenagrionidae); jedyny przedstawiciel rodzaju Zoniagrion. Występuje w stanie Kalifornia w zachodniej części USA.